# 쌍용비객
"쌍용비객"(Secret Agent Sang-yong)은 한국에서 제작된 김명용 감독의 1977년 영화이다. 장일식 등이 주연으로 출연하였고 곽정환 등이 제작에 참여하였다.

## 출연

### 주연
- 장일식

## 기타
- 조명: 고해진
- 녹음: 유창국
- 미술: 이봉선